# Ara Consi
De Ara Consus of Ara Consi was een altaar in het oude Rome.
De Ara Consi was gewijd aan een oude Italische god van de landbouw en van de onderwereld. De verering van Consus behoorde tot de oudste rituelen in de stad; ze werd uitgeoefend tussen de Aventijn en de Palatijn, waar zich dit altaar dan ook bevond.
Na de aanleg van het Circus Maximus op deze locatie bleef het altaar bestaan. Het stond aan het zuidwestelijke uiteinde van de zogenaamde spina, in het midden van de renbaan. De Romeinse historicus Tacitus meldt dat de Ara Consi zich nog net binnen het zogenaamde Pomerium bevond, het gewijde centrum van Rome.
Het altaar bevond zich ondergronds en was alleen tijdens een aantal jaarlijks terugkerende festivals (7 juli, 21 augustus en 15 december) toegankelijk. Dan werden er offers aan Consus gebracht, aldus onder anderen Varro en Plutarchus.

## Voetnoot
1. ↑  Tacitus, Annales, XII.24